# Schefflera cordata
Schefflera cordata là một loài thực vật có hoa trong Họ Cuồng cuồng. Loài này được (Taub.) Frodin & Fiaschi miêu tả khoa học đầu tiên năm 2003 publ. 2004.